# Mesquita do Imame Haçane
A Mesquita do Imame Haçane é a maior mesquita congregacional (jameh) da cidade de Mexede, no Irã.